# Trevor Lacey
Trevor Lacey (Huntsville, Alabama, 13 de octubre de 1991) es un baloncestista estadounidense que pertenece a la plantilla del Guerino Vanoli Basket de la Lega Basket Serie A, la primera categoría del baloncesto italiano. Con 1,90 metros de estatura, juega en la posición de base.

## Trayectoria deportiva

### Universidad
Jugó dos temporadas con los Crimson Tide de la Universidad de Alabama, en las que promedió 9,4 puntos, 3,4 rebotes y 2,5 asistencias por partido. En 2013 fue transferido a los Wolfpack de la Universidad Estatal de Carolina del Norte, donde tras el preceptivo parón de un año debido a las normas de la NCAA, jugó una temporada en la que promedió 15,7 puntos, 4,6 rebotes y 3,5 asistencias por partido, siendo incluido en el segundo mejor quinteto de la Atlantic Coast Conference por la prensa y en el tercero por los entrenadores.

### Profesional
Tras no ser elegido en el Draft de la NBA de 2015, jugó en las ligas de verano de la NBA con los Cleveland Cavaliers, donde en sinco partidos promedió 4,6 puntos y 2,2 rebotes por partido, pero finalmente no firmó con el equipo, sino que lo hizo con el Consultinvest Pesaro italiano, donde jugó una temporada en la que promedió 14,5 puntos, 4,8 rebotes y 2,6 asistencias por partido.
El 24 de junio de 2016 firmó con el Dinamo Basket Sassari.
El 24 de febrero de 2021, firma por el Rostock Seawolves de la ProA, la segunda categoría del baloncesto alemán.
En la temporada 2022-23, firma por el Guerino Vanoli Basket de la Serie A2, la segunda categoría del baloncesto italiano.